# Gentiana caliculata
Gentiana caliculata là một loài thực vật có hoa trong họ Long đởm. Loài này được Lex. mô tả khoa học đầu tiên năm 1824.